# Hip hip hora!
Hip hip hora! är en svensk ungdomsfilm från 2004 i regi av Teresa Fabik.

## Handling
De tre vännerna Sofie, Amanda och Emma har precis börjat sjunde klass och ser fram emot högstadiet med spänd förväntan. De längtar efter att gå på vilda fester, men mest nyfikna är de på skolans coolaste killar Mouse, Jens och Sebbe. Men högstadiet blir inte riktigt som de tänkt sig. På sin första fest blir Sofie alldeles för full och medvetslös, medan Mouse och Jens tar förnedrande foton på henne. Snart har hela skolan sett bilderna och allting rasar samman.
När hon fyller tretton kallar hennes klasskamrater henne för "hora" och fler vänder henne ryggen. Även Amanda och Emma lämnar henne och umgås med andra tjejer istället. Sofie börjar sedan umgås lite med Sebbe, som hon träffade under festen, och han fattar tycke för henne. Men deras vänskap blir kortvarig, och inte blir det bättre när Sofies pappa får reda på bilderna i skolan. När allt ser som mörkast ut, inser Sofie att hon måste slå tillbaka mot sina belackare.

## Rollista (i urval)
- Amanda Renberg -  Sofie
- Björn Kjellman - Krister, Sofies pappa
- Ellen Fjæstad - Amanda
- Linn Persson - Emma
- Filip Berg - Sebastian "Sebbe"
- Marcus Hasselborg - Mikael "Mouse"
- Björn Davidsson - Jens
- Carla Abrahamsen - Beatrice
- Josephine Bauer - Åsa, klassföreståndare
- Margaretha Pettersson - Rektorn
- Cecilia Ljung - Amandas mamma
- Ulrika Dahllöf - lärare vid modellskolan
- Claes Ljungmark - Amandas pappa (enbart i en bortklippt scen som finns på extramaterialet)
- Robin "Loka" Lindblom - Loka, Mouses kompis
- Manuel Bjelke - Manuel, Mouses kompis

## Om filmen
Filmen spelades in mellan maj och juni 2003 på ett antal platser inom Stockholms län. Skolscenerna spelades in i Blackebergs gymnasium (som man döpte om till Ekebyholms skola), medan hemmascenerna spelades in i Bromma villastad. Andra inspelningsplatser inbegriper Hässelby gårds tunnelbanestation, Danderyds sjukhus och Solna kommun. Filmens tagline är Några helt vanliga tonåringar; en hora, en fegis, ett fetto och några äcklon. Den svenska biopremiären av Hip hip hora! var den 30 januari 2004. Engelsk titel, The Ketchup Effect. Åldersgräns 11 år. Filmen blev uppmärksammad i massmedia 2005 i samband med en upphovsrättslig dom kopplad till fildelning.

## Soundtrack
| Nr  | Titel                       | Kompositör                                             | Längd |
| --- | --------------------------- | ------------------------------------------------------ | ----- |
| 1.  | I'm Alive                   | Per Lidén, Da Buzz                                     |       |
| 2.  | Hey No Hell                 | Satirnine                                              |       |
| 3.  | Pleased to Meet You         | Holden                                                 |       |
| 4.  | Makes Me Go                 | Richard Bragning, Mattias Olsson, Jazmine              |       |
| 5.  | Yalla                       | Robert Uhlmann, Arash Labaf                            |       |
| 6.  | Like a Lady                 | The Sounds                                             |       |
| 7.  | Hjälp dä brinner            | Jason Diakité, Mårten Sakwanda, Måns Asplund           |       |
| 8.  | Mom in Love, Daddy in Space | Kasper Eistrup, Kashmir                                |       |
| 9.  | Teenage Superstar           | Jörgen Ringqvist, Daniel Gibson, Kim-Lian van der Meij |       |
| 10. | Star                        | Silverbullit                                           |       |
| 11. | Green Green Grass of Tunnel | Múm                                                    |       |